# Busiris (Sohn des Aigyptos)
Busiris (altgriechisch Βούσιρις Boúsiris) ist in der griechischen Mythologie einer der fünfzig Söhne des Aigyptos.
Er ist der Bräutigam der Danaide Automate, der Tochter des Danaos und der Europa. Wie fast alle seine Brüder wird er in der Hochzeitsnacht von seiner Braut ermordet.

## Nachweise
1. ↑  Bibliotheke des Apollodor 2,1,5